# Йохан Фридрих (Померания)
Йохан Фридрих от Померания (на немски: Johann Friedrich von Pommern; * 27 август 1542, Волгаст; † 9 февруари 1600, Волгаст) е херцог на Померания (1560 – 1600) и от 1556 до 1574 г. първият светски епископ на Камин (в Колобжег).

## Живот
Той е най-големият син на херцог Филип I от Померания (1515 – 1560) и съпругата му Мария Саксонска (1515 – 1583), дъщеря на курфюрст Йохан Твърди и втората му съпруга Маргарета от Анхалт.
На 29 август 1556 г. 14-годишният Йохан Фридрих е избран за светски епископ на Каминското епископство и встъпва на тази длъжност на 15 юни 1557 г. От 1558 до 1560 г. той учи с братята си Ернст Лудвиг и Богислав XIII в университета в Грайфсвалд, където през 1558 г. той е ректор.
През 1560 г. Йохан Фридрих наследява баща си като херцог на Померания във Волгаст. През 1569 г. той е херцог на Померания в Щетин под регентството на майка му и чичо му Барним IX. През 1565 г. започва служба при император Максимилиан II във Виена, участва във войната против турците. На 8 ноември 1567 г. поема управлението в Померания-Волгаст заедно с брат му Богислав XIII.
Йохан Фридрих е сгоден на 26-години за 7-годишната принцеса Ердмуте фон Бранденбург (* 26 юни 1561; † 13 ноември 1623), дъщеря на курфюрст Йохан Георг фон Бранденбург (1525 – 1598) и втората му съпруга принцеса Сабина фон Бранденбург-Ансбах (1529 – 1575). Те се женят на 17 февруари 1577 г. в Щетин. Бракът е щастлив, но бездетен.
Той води разточителен дворцов живот, което води до конфликти с племената в страната. Умира на 9 февруари 1600 г. на 57 години.

## Произведения
- Bekentnus und Lehr der Kirchen in Pommern. Joachim Rhete, Stettin 1593. (Digitalisat)